# Lazucha
Lazucha (Caulerpa) je rod zelených řas se zajímavou stavbou a praktickým významem pro člověka.

## Stavba
Lazucha dorůstá délky až jednoho metru, přesto se jedná o jednobuněčný organismus. Tím se její buňka řadí mezi největší známé buňky, asi 10 000× větší než je obvyklá buňka. Poměr povrchu a objemu snižuje tím, že má mnohé výběžky zvyšující povrch, a dále tím, že velkou část buňky zabírá vakuola a cytoplazma se tak soustředí do úzkého prostoru mezi buněčnou stěnou a tonoplastem.

## Užití
Řasy rodu Caulerpa mohou být konzumovány – zejména Caulerpa lentillifera a C. racemosa – ve formě salátů. Za tímto účelem se dokonce pěstují (např. na ostrově Cebu ve Filipínách).
Ve Středomoří se některé druhy tohoto rodu stávají invazními a porůstají ve velkém pláže. K invazním patří například poměrně známá lazucha tisolistá (Caulerpa taxifolia).